# Pat Cummings
Patrick Michael Cummings, detto Pat (Johnstown, 11 luglio 1956 – New York, 26 giugno 2012), è stato un cestista statunitense, professionista nella NBA, in Spagna e in Italia.

## Carriera
Dopo aver frequentato la high school nella natia Johnstown, Pennsylvania, ed in seguito il college alla University of Cincinnati, Cummings è stato scelto nel draft NBA 1978 al terzo giro con il numero 15 dai Milwaukee Bucks, con i quali ha giocato le prime tre stagioni della sua carriera, proseguita con un'apparizione nel campionato italiano nella stagione 1990-91, a Varese.
Si è ritirato dopo aver giocato complessivamente per 12 stagioni nella NBA, totalizzando una media 9,56 punti a partita.
Ha inoltre giocato 8 partite nel campionato spagnolo con Saragozza, per poi chiudere la carriera con tre stagioni nella CBA.